# Henry Wirz
Pour les articles homonymes, voir Wirz.
 (juin 2012).
Si vous disposez d'ouvrages ou d'articles de référence ou si vous connaissez des sites web de qualité traitant du thème abordé ici, merci de compléter l'article en donnant les références utiles à sa vérifiabilité et en les liant à la section « Notes et références ».
Heinrich Hartmann Wirz plus connu comme Henry Wirz (25 novembre 1823 - 10 novembre 1865) est un confédéré, médecin de formation, pendu après la fin de la guerre de Sécession pour « conspiration et meurtres » commis alors qu'il dirigeait le Camp Sumter, une prison militaire pour prisonniers de guerre nordistes située près d'Andersonville, un bourg du sud-ouest de la Géorgie.

## Avant la guerre

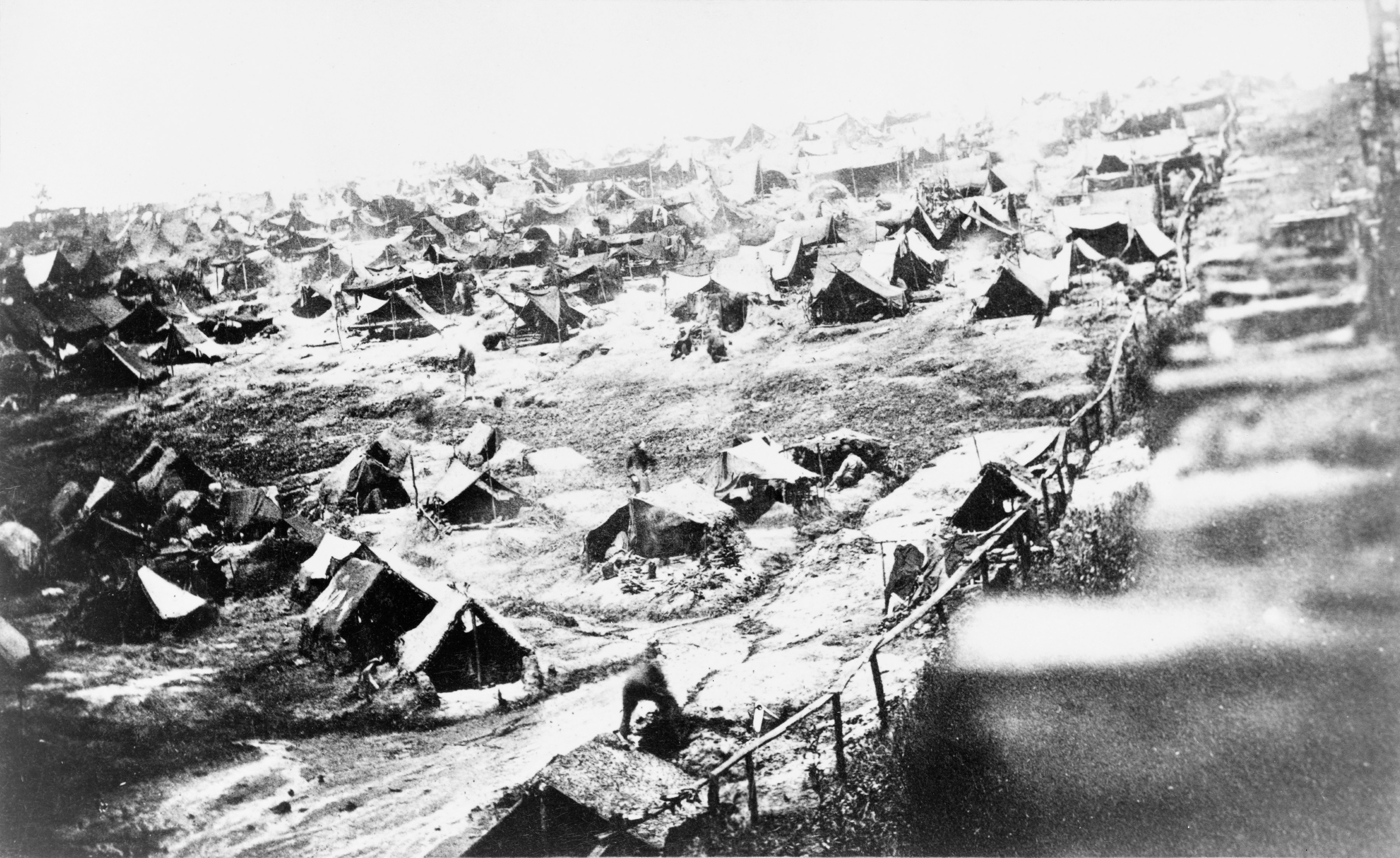
Une photo (datée du 17 août 1864) d'un coin du camp Sumter, 6 mois après son ouverture. Les toiles de tente tendues au-dessus de trous sont les seuls abris autorisés ; il n’existe aucune installation sanitaire dans ce qui est la 5e ville de la Confédération par le nombre de ses habitants. À droite (entre la main-courante et le bord de la photo) est visible le no man’s land (death line) au pied de la palissade : tout prisonnier qui y pénétrait était tué par les gardes montés sur des miradors.

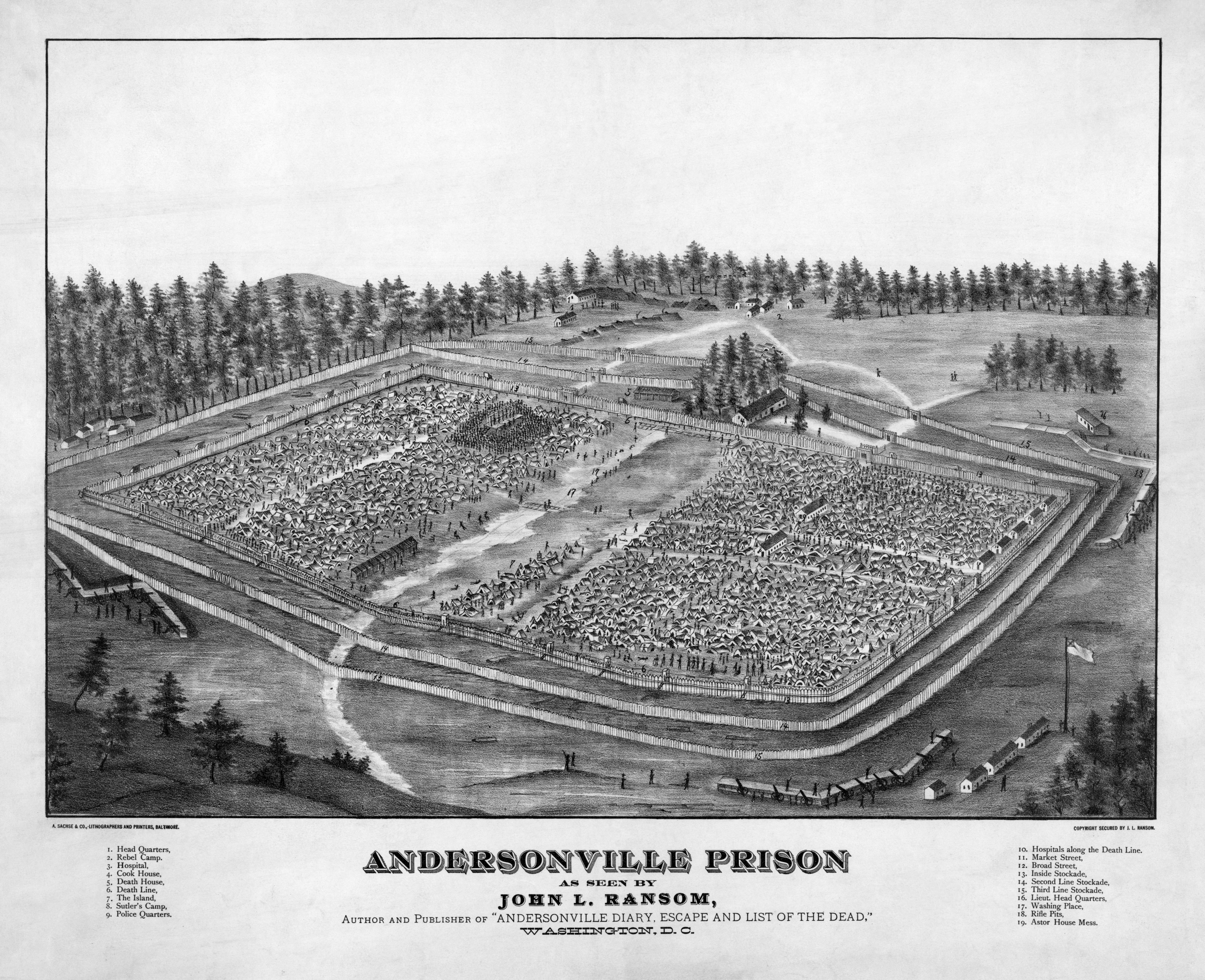
Une gravure du livre de John L. Ransom, un rescapé du camp. Le cours d'eau servant de source d'"eau potable", de latrines et d'égout à plus de 30000 hommes est bien visible, de même que les clôtures. La pendaison de six membres des Cambrioleurs d'Andersonville (Andersonville Raiders) a également été illustrée, en haut à gauche.

Wirz est né à Zurich en Suisse. Il se marie en 1845 et a deux enfants avant le décès de son épouse. Il pratique quelque temps la médecine en Suisse, puis part pour les États-Unis en 1849 laissant ses deux enfants à ses parents, comme beaucoup d’européens (les Forty-Eighters) qui fuyaient alors la guerre du Sonderbund ou la répression suivant le Printemps des peuples.
Il travaille un temps comme tisserand à Lawrence au Massachusetts avant de partir à Hopkinsville au Kentucky. Il ouvre ensuite un cabinet médical à Cadiz dans le Kentucky, où il épouse Elisabeth Wolfe, une veuve qui a deux filles. Ils ont une troisième fille, nées en 1855. Ils partent ensuite pour la Louisiane dans la paroisse de Madison où il travaille dans la plantation Marshall où il soigne les esclaves. Payé 3 dollars par esclave et par an (89 dollars actuels) dans une plantation d'une centaines d'esclaves, Wirz mène une vie prospère.
Wirz exerce la médecine avec succès pendant une dizaine d’années lorsque la guerre de Sécession éclate le 12 avril 1861.

## Guerre de Sécession
Wirz, interrogé sur ses antécédents lors de son procès, déclare s'être engagé dans les Louisiana Volunteers de l'Armée des États confédérés, et avoir été gravement blessé au bras droit à Richmond, lors de la bataille de Seven Pines (31 mai et 1er juin 1862). Cependant, certains historiens émettent des doutes sur les raisons du handicap et privilégient l'hypothèse d'un accident de diligence.
Il déclare aussi qu’ayant pratiquement perdu l'usage de son bras droit, il devient ensuite gardien de prisonniers nordistes à Richmond, puis est nommé adjoint du général John H. Winder, le responsable des prisons militaires confédérées et commandant le département de Henrico.
Le 26 septembre 1862, Wirz est envoyé à Montgomery en Alabama pour retrouver les archives concernant les prisonniers de guerre capturés en 1861 et au début 1862 en vue de leur échange. Après avoir rempli cette mission, il prend le commandement de la prison de Tuscaloosa en Alabama. Il tombe malade et prend un congé maladie. Il revient à la mi-1863, quand Jefferson Davis l'envoie en Europe pour une mission spéciale de représentation à Paris et Berlin. Il revient en février 1864.
Il est envoyé au camp Sumter près d'Andersonville auprès du lieutenant-colonel Alexander Person et du 55th Georgia Infantry. Le commandement est alors séparé entre celui des troupes et celui de la prison.
Hartmann Heirich Wirz est chargé le 27 mars 1864 de diriger la prison d'Andersonville (Géorgie) qui reçut le nom de camp Sumter, un camp de prisonniers que le gouvernement confédéré a construit à la hâte en février 1864 pour contenir le nombre croissant de détenus. Il s'agit d'un enclos marécageux d’une vingtaine d'acres (8 hectares environ), entouré de palissades de 15 pieds (4,5 m) de haut (les fils de fer barbelés n’existaient pas encore), où les prisonniers nordistes sont entassés à ciel ouvert, sans aucune protection en dur contre les intempéries, dans des conditions de promiscuité, de malnutrition et d'hygiène effrayantes. Un ruisselet traverse le camp et sert à la fois de source d'eau potable, de latrines et d'égout à plus de 30 000 hommes qui n’ont comme abri que quelques toiles de tentes.
En mars 1864, lorsque le lieutenant général Ulysses S. Grant prend le commandement global des forces de l'Union, les échanges de prisonniers entre l'Union et la Confédération sont arrêtés,. Cet arrêt aggrave les difficultés des deux parties dans la gestion des prisonniers.
Pendant l'été 1864, la population du camp monte à environ 32 000 hommes, ce qui en fait la cinquième agglomération de la Confédération. 45 000 prisonniers unionistes sont internés au camp Sumter en 14 mois, et 12 913 y meurent de faim, de dysenterie, de scorbut, des fièvres, de verminose (ankylostomose), de maladies infectieuses diverses - ou sont assassinés.

## Arrestation

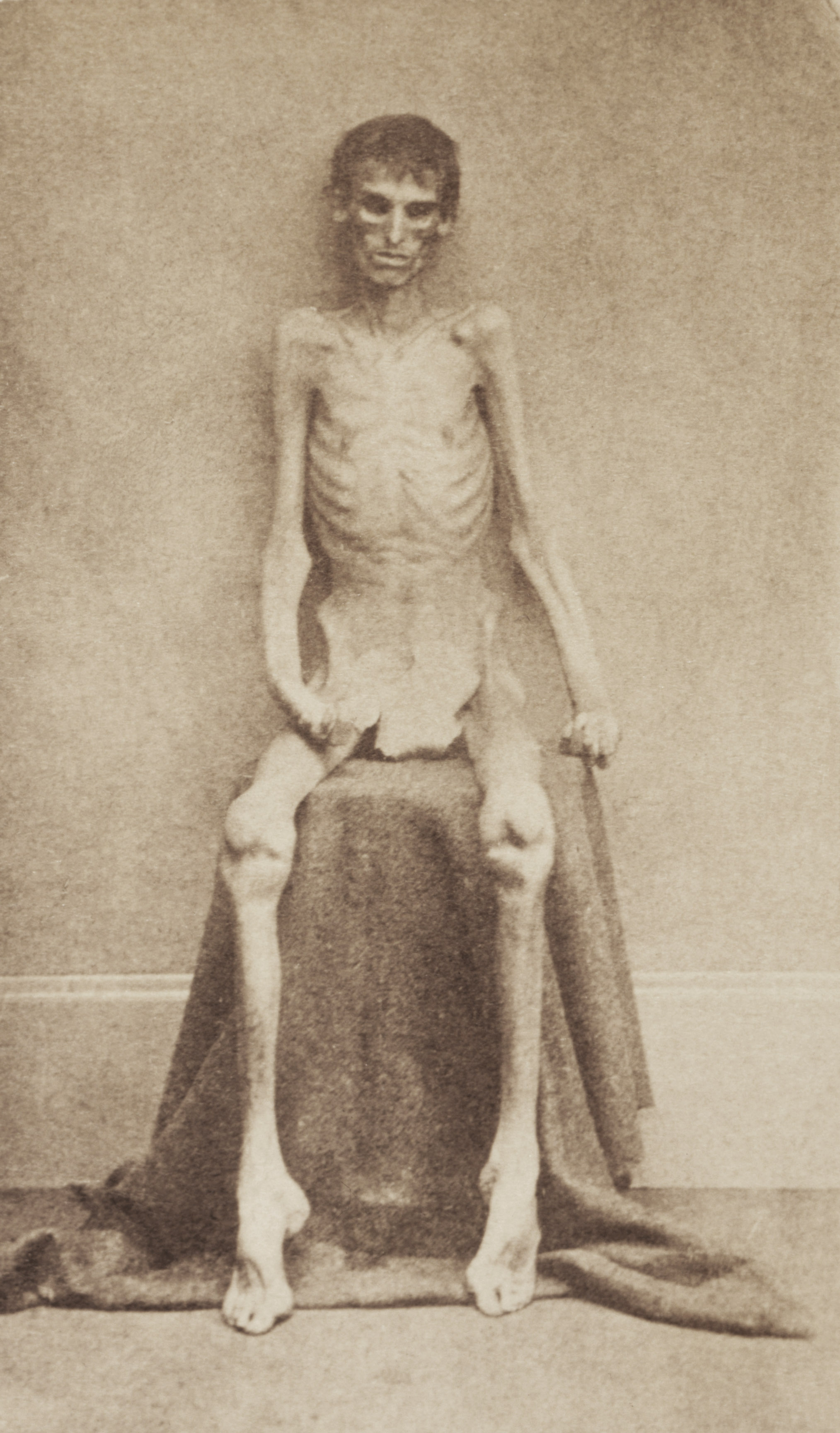
Un rescapé du camp Sumter. Dans les années suivant la guerre de Sécession, une cachexie aussi intense a pu être observée à Cuba, puis lors de la guerre des Boers, pendant laquelle les Britanniques utilisèrent une nouvelle invention : le fil de fer barbelé (voir l’article de Wikipédia camps de concentration)

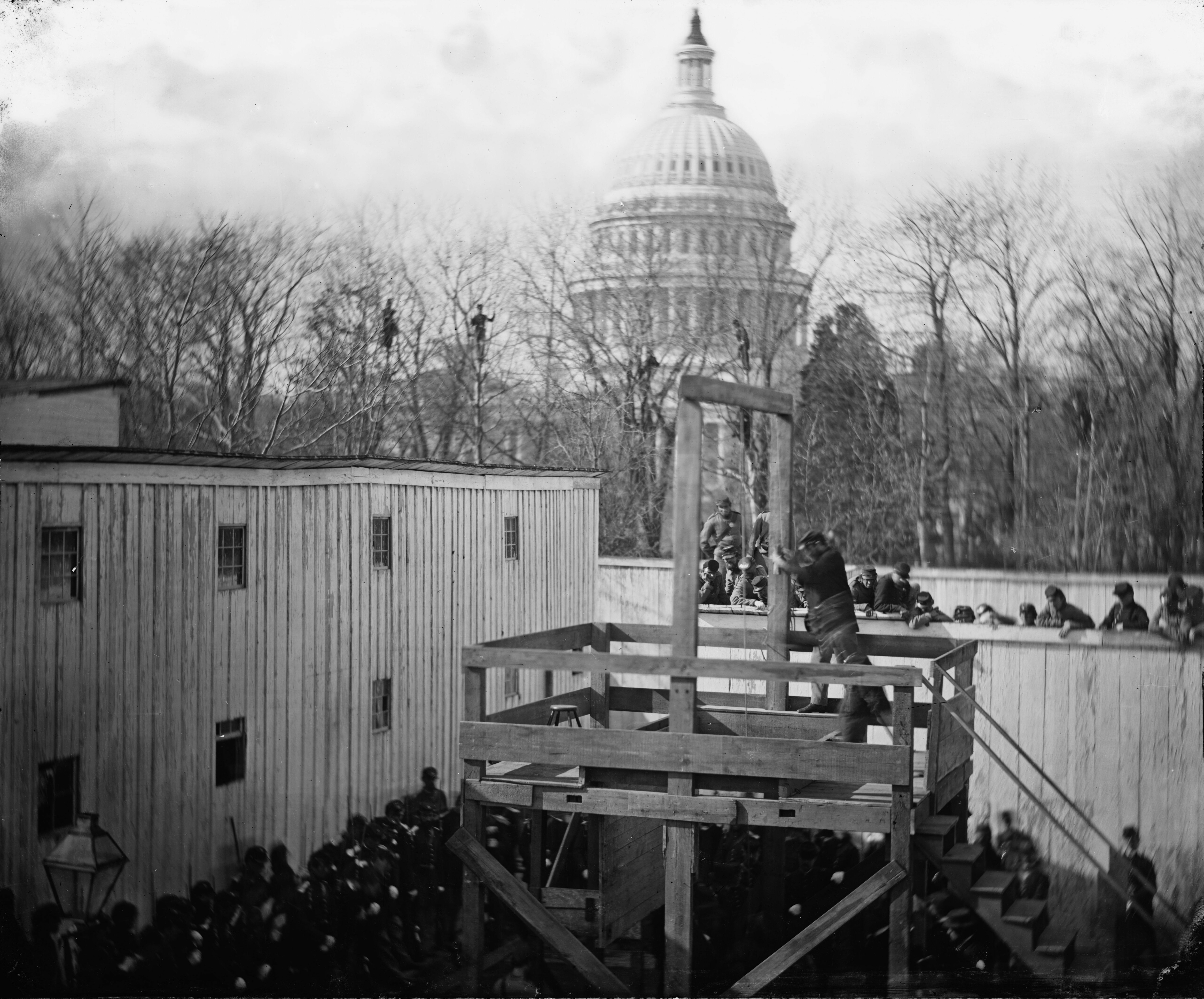
La pendaison de Henry Wirz. Au fond, le dôme tout neuf du Capitole. Noter les curieux grimpés dans les arbres.

Alors que Sherman ne marche pas sur Andersonville lorsqu'il traverse la Géorgie, les échanges de prisonniers entre la Confédération et l'Union reprennent. Lorsque les prisonniers de l'Union reviennent chez eux, les journaux décrivent les conditions terribles de vie de la prison d'Andersonville. La pression est alors mise sur les autorités pour que le commandant de la prison soit jugé.
Wirz est arrêté en mai 1865 par un détachement de cavalerie unioniste : lors de la marche de Sherman vers la mer (novembre-décembre 1864), des prisonniers évadés de camp Sumter avaient pu rejoindre la colonne unioniste après la prise de Milledgeville et Gordon (Géorgie) ; les soldats bleus avaient ainsi appris l’existence du camp Sumter, et avaient été bouleversés et révoltés par l’état dans lequel se trouvaient leurs camarades.
Le jour de son arrestation, Wirz écrit au général Wilson pour lui indiquer qu'il partirait pour l'Europe si on lui donne un sauf-conduit et tente de se disculper de ce qui s'est passé dans le camp :

« Les responsabilités que j'avais à assurer étaient difficiles et désagréables, et je suis satisfait qu'aucun homme ne peut ou ne pourra me blâmer pour les choses qui sont survenues là-bas et qui étaient au-delà de mon pouvoir de contrôle. »

Il est placé en garde à vue à Macon du 6 au 23 mai 1864. Wirz est ensuite transféré par train à Washington D.C. et inculpé de « conspiration visant à attenter à la vie des soldats unionistes ».

## Procès et exécution
De même que le premier tribunal international réuni à Genève pour régler en 1871 le problème des réclamations de l'Alabama, le procès de Wirz est le premier procès pour crimes de guerre et il établira un précédent.
Le tribunal militaire est présidé par le major général Lew Wallace, assisté de Gershom Mott, John W. Geary, Lorenzo Thomas, Francis Fessenden, Edward S. Bragg, John F. Ballier, T. Allcock, John H. Stibbs. Le JAG (Judge Attorney General) Norton P. Chipman, un légiste connu, est nommé procureur-général.
Le procès débute en juillet 1865 et tient pendant deux mois la une des journaux dans toute l’Amérique du Nord : il s’agit du premier procès pour crimes de guerre, d’ailleurs pratiquement concomitant de celui de Champ Ferguson, un guérillero sudiste inculpé pour de nombreux meurtres.
Wirz invoque pour sa défense qu’il n’a fait qu’obéir aux « superior orders » : ordres émanant de ses supérieurs, et qu'il a alerté en vain sa hiérarchie sur le manque de nourriture et de moyens dont il disposait, et qu'il a aussi demandé à ses supérieurs que soit remis en route le processus d’échange de prisonniers instauré après la signature du cartel Dix-Hill en 1862.
Parmi les témoins à charge se trouve Felix de la Baume qui témoigne du meurtre d'un soldat. Il est récompensé par un poste au sein du département de l'intérieur avant même la fin du procès, mais après le procès, il apparaît être réellement Felix Oeser, un déserteur de l'Union et s'enfuit.
Wirz est jugé coupable de conspiration et de 11 meurtres, et condamné le 18 octobre 1865 à la peine de mort. Il demande par écrit la clémence du président Andrew Johnson, le successeur d’Abraham Lincoln qui a été assassiné le 14 avril 1865.
La grâce est refusée et Wirz est pendu le 10 novembre 1865 (un mois exactement après l'exécution du guérillero sudiste Champ Ferguson). C'est le seul officier confédéré exécuté en tant que criminel de guerre. Il est enterré au cimetière de Mount Olivet à Washington, D.C. .
Selon Charles A. Smith, le procès de Wirz était vu comme la première étape indispensable pour aller vers un jugement de Jefferson Davis, démontrant les atrocités commises par la Confédération. Le brigadier général John D. Imboden, supérieur de Wirz, le croit innocent des charges et qu'il est victime du fait qu'il soit étranger et avec peu de connaissances.

## Œuvres inspirées par le Camp Sumter

### Écrits divers
- Spencer, Ambrose, "A Narrative of Andersonville (New York, 1866).
- Stevenson, R. Randolph, "The Southern Side, or Andersonville Prison" (Baltimore, 1876)
- John McElroy : "Andersonville: A Story of Rebel Military Prisons" (Toledo, 1879).
- Norton P. Chipman, JAG(judge- attorney general), et procureur lors du procès de Wirz, publia " The Horrors of Andersonville Rebel Prison" à San Francisco en 1891.
- John L. Ransom, un rescapé du camp Sumter, écrivit après sa libération : "Andersonville Diary, Escape and List of the Dead" ("Andersonville, Journal, Evasion et Liste des Morts"). La gravure supra (cf. Commons) est tirée de son livre, qui servit de base au film Andersonville de John Frankenheimer (1996)
- selon l'article "Dorence Atwater" de Wp english, Dorence Atwater, un jeune prisonnier qui avait une belle écriture, travaillait comme scribe dans l'administration du camp : il tenait le livre d'écrou et la liste des décédés. Atwater réussit à garder un double des documents qu'il remplissait. Libéré, Atwater chercha à remettre ses documents et son témoignage au gouvernement fédéral, qui les refusa. Atwater fut même emprisonné et passa en cour martiale, avant de se voir offrir le poste de consul aux Seychelles puis à Tahiti… Atwater aida la philanthrope Clara Barton à mettre des noms sur les 13 000 tombes du cimetière d'Andersonville. Sa biographie romancée a été écrite par Debby Burnett Safranski : "Angel of Andersonville, Prince of Tahiti: The Extraordinary Life of Dorence Atwater" (Alling-Porterfield Publishing House, 2008).
- Robert Knox Sneden, cartographe, peintre et soldat unioniste fut emprisonné au camp Sumter et y peignit clandestinement quelques-unes de ses fameuses aquarelles. Il survécut et continua à peindre malgré les séquelles de son emprisonnement.
- James Ford Rhodes, "History of the United States", volume v (New York, 1904)
- Cloyd, Benjamin G. "Haunted by Atrocity: Civil War Prisons in American Memory" (Louisiana State University Press; 2010) 272 pages
- Genoways, Ted & Hugh H. Genoways (eds.), "A Perfect Picture of Hell: Eyewitness Accounts by Civil War Prisoners from the 12th Iowa", ("Un parfait tableau de l'Enfer : comptes rendus par des témoins oculaires, prisonniers unionistes du 12° Iowa"), Iowa City, 2001.
- Un roman : "Andersonville", (Prix Pulitzer de la fiction en 1956) de MacKinlay Kantor. Selon WP english, Kantor dépeint Wirz comme un faible totalement dépassé par les événements.
- William Marvel : "Andersonville: The Last Depot, Chapel Hill, N.C.", University of North Carolina Press, 1994. De larges extraits en sont cités par un contributeur de Wp english sur la PDD de l'article : pour Marvel, Wirz est une victime expiatoire.

### Théâtre, télévision et cinéma
- La pièce "The Andersonville Trial" (Le Procès d'Andersonville), de Saul Levitt, eut un grand succès à Broadway en 1959, avec Richard Basehart dans le rôle de Wirz .

Elle fut diffusée à la TV en 1971 par Public Broadcasting Service (PBS, dont le siège social est à Alexandria, Virginie) sous la direction de George G. Scott, et remporta alors un Emmy Award et un Peabody Award. Selon l'article de WP english "The Anderson Trial", Wirz y est dépeint comme seulement coupable de négligence.
- Andersonville est un téléfilm de 1996 réalisé par John Frankenheimer. Il est basé sur le livre de J. Ransom, un rescapé du camp Sumter. L'acteur Jan Tříska y incarne Wirz.
- Dans le film Le Bon, la Brute et le Truand, Sentenza (Lee Van Cleef) parle de la façon dont on traite les prisonniers unionistes à Andersonville.
- Dans la B.D. Doonesbury (voir http://www.gocomics.com/doonesbury/2010/05/05/ cartoon) de Garry Trudeau (parue le 5 mai 2010), le reporter au nez pointu (badge de la Fox sur la poitrine) pose des questions indiscrètes au vendeur de T-shirts du parc national : "Allez, dites-moi ce qu'on commémore ici... L'esclavage? la sécession ? les 650 000 morts ? Andersonville ? l'assassinat de Lincoln ?…". Le vendeur élude et finit par lui répondre qu'"il n'y a plus de T-shirts à l'effigie de Lincoln"…
- Dans l'épisode "Moe Letter Blues"(Le Mot de Moe, 9 mai 2010) de Les Simpson, Bart visite avec ses amis le parc de Weasel Island. Coiffé d'une casquette de soldat unioniste, il enferme des enfants dans la reconstitution d'une geôle sudiste et les fouette à travers les barreaux, en leur criant " Sales rebelles, vous me dégoûtez ! Voilà pour ce que vous avez fait à nos boys à Andersonville, sales grisâtres !". Un peu plus loin, un panneau invite les visiteurs à pique-niquer en famille " à l'endroit où jadis les cadavres s'entassaient en piles, comme des bûches".